# Wiesen-Leinblatt
Das Wiesen-Leinblatt (Thesium pyrenaicum), auch Wiesen-Vermeinkraut oder Pyrenäen-Vermeinkraut genannt, ist eine Pflanzenart aus der Gattung Leinblatt (Thesium) innerhalb der Familie der Sandelholzgewächse (Santalaceae). Sie ist in Mittel- und Südwesteuropa hauptsächlich in den Gebirgen verbreitet.

## Beschreibung

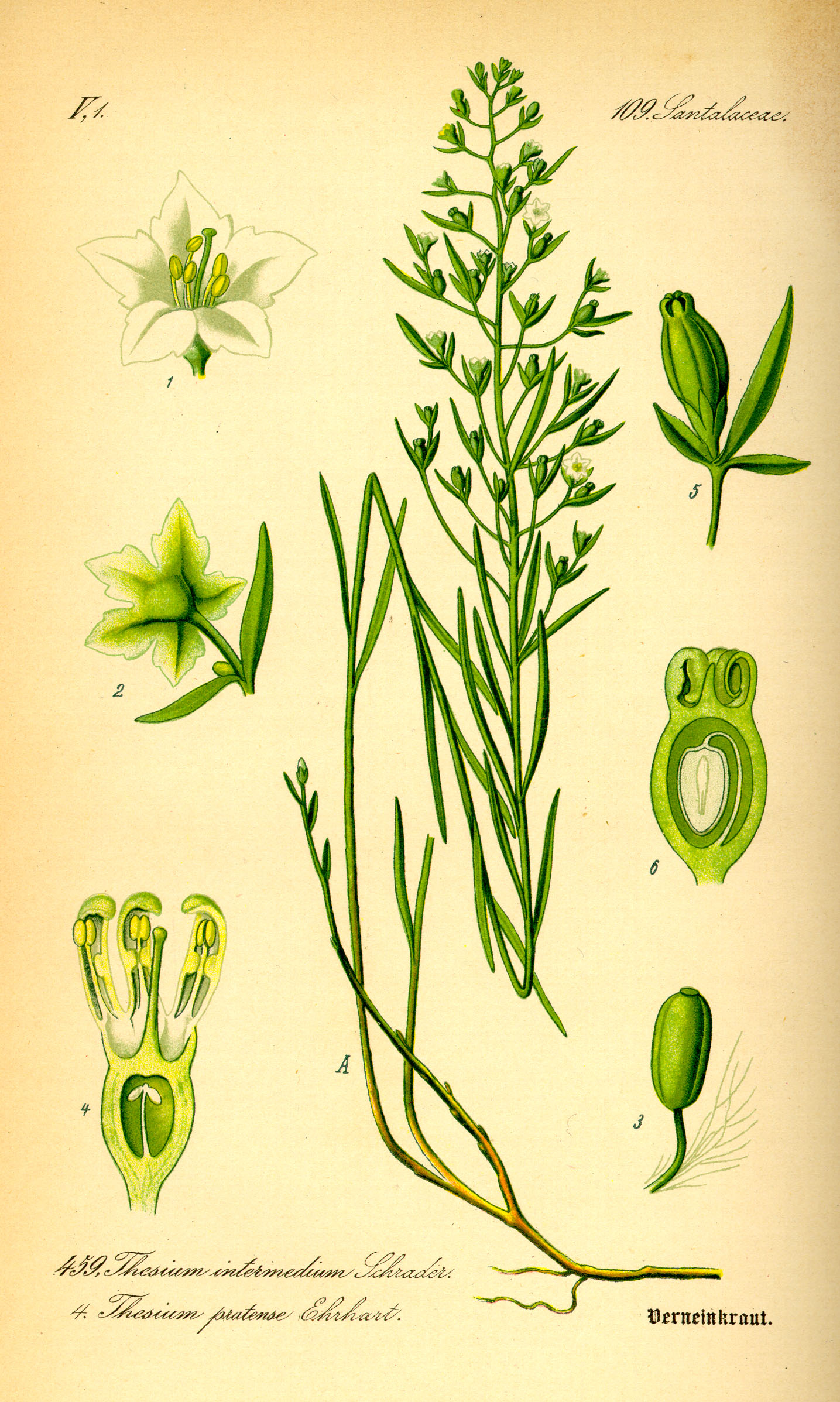
Illustration

Das Wiesen-Leinblatt ist eine sommergrüne, hellgrüne, ausdauernde krautige Pflanze, die Wuchshöhen von 10 bis 40 Zentimetern erreicht. Sie hat schräg aufrechte, am Grund mehr oder weniger gebogene Stängel. 
Die Blütezeit erstreckt sich von Juni bis August. Der Blütenstand ist allseitswendig. Die zwittrige Blüte ist meist fünfzählig. Die Röhre der grünlich-weißen Blütenhülle ist in etwa so lang wie die eingerollten Blütenzipfel. Die fruchttragenden Ästchen stehen mehr oder weniger waagerecht ab und sind länger als die Früchte. Es werden Nussfrüchte gebildet.
Die Chromosomenzahl beträgt 2n = 14.

## Ökologie
Das Wiesen-Leinblatt ist ein Hemikryptophyt. Dieser Halbschmarotzer (Halbparasit) entzieht durch unterirdische Saugorgane, sogenannte Haustorien, aus dem Xylem der Wirtspflanze Wasser und Nährsalze.
Blütenökologisch handelt es sich um unscheinbare „Nektar führende Scheibenblumen“. Der Nektar wird reichlich vom inneren Blütenbecher abgegeben. Als Bestäuber dienen Bienen, aber auch Selbstbestäubung kommt vor. Nach der Anthese ist die bleibende Blütenhülle nur an der Spitze eingerollt.
Die zur Reifezeit im August bis September leicht abfallende, 5 bis 6 Millimeter lange Diaspore (Ausbreitungseinheit) besteht aus einer kleinen Nussfrucht, dem aus dem Blütenstiel hervorgehende Elaiosom und dem bleibenden Perigon. Es findet Ameisenausbreitung (Myrmekochorie) statt, eventuell erfolgt auch eine Ausbreitung als Rollfrucht.

## Vorkommen und Gefährdung
Das Wiesen-Leinblatt ist in Mittel-, Südost- und Südwesteuropa verbreitet. Es gibt Fundortangaben von Portugal und Spanien über Frankreich bis Belgien, Deutschland, Österreich, die Schweiz, Tschechien, Polen, die Slowakei, Slowenien, Kroatien und Italien.
Die Verbreitungsschwerpunkte befinden sich in den Gebirgen. Sie wächst auf Bergwiesen und Magerrasen, aber auch auf Halbtrockenrasen. Das Wiesen-Leinblatt gedeiht am besten auf frischen, mäßig basenreichen, meist kalk- und nährstoffarmen Lehmböden. Es wächst in Mitteleuropa in Gesellschaften der Ordnung Nardetalia, kommt aber auch in Gesellschaften der Ordnung Arrhenatheretalia oder des Verbands Mesobromion vor. In den Allgäuer Alpen steigt es bis zu einer Höhenlage von etwa 2000 Metern auf.
In Deutschland ist sie selten und wurde auf der Roten Liste der gefährdeten Pflanzenarten des Bundesamtes für Naturschutz 1996 als „gefährdet“ bewertet.

## Systematik und Taxonomie
Die Erstveröffentlichung von Thesium pyrenaicum erfolgte 1788 durch Pierre André Pourret. Ein Synonym für Thesium pyrenaicum Pourr. ist Thesium pratense Ehrh. Das Artepitheton pyrenaicum bedeutet „aus den Pyrenäen“.
Man kann zwei Unterarten unterscheiden:   
- Thesium pyrenaicum Pourr. subsp. pyrenaicum
- Thesium pyrenaicum subsp. grandiflorum (A. DC.) Hendrych (Syn.: Thesium pratense var. grandiflorum A. DC., Thesium pyrenaicum subsp. alpestre O. Schwarz): Sie kommt in Italien, Österreich, Slowenien und Kroatien vor.